# Hiiemetsa
Hiiemetsa est un petit bourg de la commune de Vaivara du comté de Viru-Est en Estonie.
Au 31 décembre 2011, il compte 14 habitants.